# Spanioli
Spaniolii sunt cetățenii originari din Spania. Mai trăiesc în America Latină, Statele Unite ale Americii (SUA), Franța și Filipine. Spaniolii sunt predominant de religie romano-catolică.
În Spania există o serie de regionalism și naționalism, reflectând istoria complexă a țării. Limba oficială a Spaniei este spaniola (de asemenea, cunoscută sub numele de castiliană), un limbaj standard pe baza dialectului medieval a castilienilor din nord-centrul Spaniei. Există mai multe limbi vorbite de obicei regional. Cu excepția limbii basce, limbile native vorbite în Spania sunt limbi romanice.
Există populații substanțiale în afara Spaniei, cu strămoși care au emigrat din Spania; mai ales în America Latină (i.e., America Centrală, America Centrală Insulară și America de Sud) dar și în America de Nord (i.e., comunitățile de hispanici, cel mai notabil în statele de graniță ale Statelor Unite ale Americii cu Mexicul, mai precis California, Arizona, New Mexico și Texas).